# Crucea (Constanța megye)
Crucea község Constanța megyében, Dobrudzsában, Romániában. A hozzá tartozó települések: Băltăgești, Gălbiori, Siriu, Stupina.

## Fekvése
A település az ország délkeleti részén található, Konstancától ötvenöt kilométerre északnyugatra, a legközelebbi várostól, Hârşovától huszonkilenc kilométerre, délkeletre.

## Története
Régi török neve Satişköy, románul Satişchioi, Satîşkoy vagy Satischioi. 1910-től községközpont, ezt megelőzően Siriu töltötte be ezt a pozíciót. Mai nevét 1932-ben kapta, melynek jelentése: kereszt.

## Lakossága
A nemzetiségi megoszlás a következő:
| 2002      | 2002 | 2002   |
| --------- | ---- | ------ |
| Románok   | 3404 | 98,98% |
| Törökök   | 10   | 0,29%  |
| Tatárok   | 10   | 0,29%  |
| Lipovánok | 6    | 0,17%  |
| Romák     | 6    | 0,17%  |
| Magyarok  | 1    | 0,02%  |
| Ukránok   | 1    | 0,02%  |
| Egyéb     | 1    | 0,02%  |
| Összesen  | 3439 | 100,0% |